# روابط افغانستان و عربستان سعودی
نقش عربستان در طول سی سال گذشته در گستره جغرافیایی افغانستان بیشتر ایدئولوژیک بوده و دولت ریاض در میانجی‌گری، فشار بر طالبان، کمک اقتصادی به دولت و مردم افغانستان و… تلاش گسترده‌ای نکرده‌است.

## پس از سرنگونی طالبان
ریاض پس از سرنگونی طالبان در سال ۱۳۸۰ خورشیدی دولت نوین در کابل را پذیرفت و در مقابل نیز رهبران افغانستان سفرهایی به ریاض داشتند.

## سال‌های اخیر
در این بین در سال‌های گذشته و از آغاز دولت وحدت ملی افغانستان جناح اشرف غنی جایگاه برجسته‌ای برای عربستان در سیاست خارجی خود قائل بود. دولت افغانستان در ابتدا پس از حمله عربستان به یمن حمایت کرد اما با افزایش اعتراض‌ها دولت عنوان کرد که منظور از اعلامیه حمایت از حرمین شریفین بوده‌است نه حمایت از عملیات نظامی عربستان در یمن. اخیراً عبدالله عبدالله در جریان سفر به عربستان با ملک سلمان بن عبدالعزیز آل سعود پادشاه، شاهزاده محمد نایف معاون اول شورای وزیران، شاهزاده محمد بن سلمان بن عبدالعزیز و وزیران دیگر دیدار کرد.

## تأسیس دانشگاه اسلامی در ننگرهار
اخیراً خبر تأسیس یک مرکز آموزشی بزرگ در ولایت ننگرهار در شرق افغانستان توسط دولت عربستان سعودی منتشر شده‌است. این مؤسسه که پس از سفر عبدالله عبدالله به ریاض مجدداً در دستور کار مقامات سعودی قرار گرفته‌است، سومین دانشگاه بزرگ اسلامی ـ پس از دانشگاه اسلامی پاکستان و مالزی ـ شناخته می‌شود که قرار است با اعتباری بالغ‌بر پانصد میلیون دلار در پانزده کیلومتری جلال‌آباد (مرکز ولایت ننگرهار) ساخته شود. بر اساس پیش‌بینی‌ها، این دانشگاه طی پانزده سال آینده به بهره‌برداری خواهد رسید. ظرفیت این دانشگاه تربیت ده‌هزار محصل در سال بوده و دروس در این مؤسسه نیز به زبان عربی و احتمالاً توسط مدرسان سعودی ارائه و تدریس خواهد شد.